# Marieke Derks

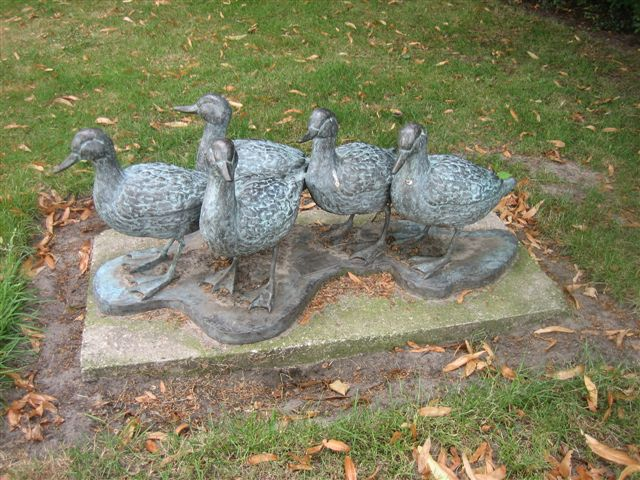
De Eenden (2000), Wanroij.

Marieke Derks (17 oktober 1953) is een Nederlandse beeldhouwster.

## Leven en werk
Derks werd opgeleid tot docente handenarbeid. Voor haar sculpturen maakte zij aanvankelijk gebruik van verschillende materialen en technieken, maar later richtte zij zich vooral op het maken van bronzen beelden. Haar werk, vooral mens en dier staan hierin centraal, is deels figuratief en deels wat abstracter.
Het werk van Derks wordt permanent geëxposeerd in Delden en Horst en op talloze tijdelijke exposities in Nederland. 